# Agelasta griseonotata
Agelasta griseonotata es una especie de escarabajo longicornio del género Agelasta, categorizada en la tribu Mesosini, de la subfamilia Lamiinae. Fue descrita por Pic en 1944.

## Descripción
Mide 9 mm de longitud.

## Distribución
Se distribuye por Vietnam.